# Ever since Paradise
Desde los tiempos de Adán (en inglés Ever since Paradise) es una obra de teatro del autor británico J. B. Priestley, estrenada en 1946.

## Argumento
La obra gira en torno al transcurrir, a lo largo de los años, de la vida de un matrimonio, desde que se enamoran hasta el declive en la relación.

## Representaciones
El elenco original estuvo integrado por Roger Livesey, Ursula Jeans, Jane Carr, Michael Denison, Roy Ellett y Joy Shelton, con dirección del propio Priestley y música de Dennis Arundell.
En España fue traducida y estrenada por Conchita Montes el 15 de febrero de 1949 en el Teatro Gran Vía de Madrid. Completaban el reparto Guillermo Marín, María Jesús Valdés, Adriano Domínguez, Alberto Bové y Pilar Sala. La direccióin corrió a cargo de Cayetano Luca de Tena y la escenografía de Emilio Burgos.
El 21 de abril de 1965, TVE emitió una versión de Cayetano Luca de Tena en el programa Primera Fila; fue con actuación de Elisa Ramírez, Tina Sainz, Roberto Llamas, Luis Prendes y Ángel de la Fuente.
El 23 de octubre de 1981, TVE emitió otra versión en el espacio Estudio 1, dirigida también por C. Luca de Tena e interpretada por Javier Escrivá, María Luisa Merlo, Manuel Tejada, Luisa María Armenteros, Jaime Blanch y Chelo Vivares.